# Communauté de communes de Billom-Saint-Dier - Vallée du Jauron
La communauté de communes de Billom-Saint-Dier - Vallée du Jauron est une ancienne structure administrative française, située dans le département du Puy-de-Dôme, en région Auvergne-Rhône-Alpes.

## Historique
La communauté de communes de Billom - Saint-Dier / Vallée du Jauron est issue de la fusion de deux communautés de communes : les dix-sept de Billom-Saint-Dier et les quatre de la Vallée du Jauron. Cette fusion a été prononcée par l'arrêté préfectoral no 12/02432 du 5 décembre 2012.
Le projet de schéma départemental de coopération intercommunale (SDCI) du Puy-de-Dôme, dévoilé le 5 octobre 2015, prévoyait la fusion avec la communauté de communes Mur ès Allier. Malgré une population supérieure aux seuils préconisés par la loi no 2015-991 du 7 août 2015 portant nouvelle organisation territoriale de la République (plus de 15 000 habitants), le rapprochement de cette autre structure intercommunale, qui ne remplit pas le critère de population, doit « limiter le déséquilibre démographique avec les entités périphériques à Clermont Communauté ». La nouvelle intercommunalité comptera 26 communes, dont huit en zone de montagne, pour une population d'environ 25 000 habitants.
Adopté en mars 2016, le SDCI ne modifie pas ce périmètre.
La fusion des communautés de communes de Billom - Saint-Dier / Vallée du Jauron et Mur ès Allier est prononcée par l'arrêté préfectoral no 16-02514 du 10 novembre 2016 ; la nouvelle communauté de communes prend le nom de Billom Communauté.

## Territoire communautaire

### Géographie
La communauté de communes Billom - Saint-Dier / Vallée du Jauron est située à l'est du département du Puy-de-Dôme.
Avant la réforme intercommunale instituée par le schéma départemental de coopération intercommunale adopté en 2016, elle jouxtait les communautés de communes de Limagne d'Ennezat au nord-ouest, Entre Dore et Allier au nord, Pays de Courpière à l'est, Pays de Cunlhat au sud-est, Pays de Sauxillanges au sud, Allier Comté Communauté au sud-ouest, Gergovie Val d'Allier Communauté à l'ouest, Mur ès Allier à l'ouest-nord-ouest et la communauté d'agglomération Clermont Auvergne Métropole au nord-ouest.
Elle constituait l'une des neuf intercommunalités du pays du Grand Clermont.
Le territoire communautaire est desservi notamment par les routes départementales 2089 (ancienne route nationale 89), à Vertaizon, sur l'axe Clermont-Ferrand – Thiers, la route départementale 997 (liaison de Vertaizon à Billom et à Ambert), ainsi que la route départementale 212 (liaison de Clermont-Ferrand à Billom et à Thiers).

### Composition
Elle est composée des vingt-et-une communes suivantes :
| Nom                     | Code Insee | Gentilé       | Superficie (km2) | Population (dernière pop. légale) | Densité (hab./km2) |
| ----------------------- | ---------- | ------------- | ---------------- | --------------------------------- | ------------------ |
| Billom (siège)          | 63040      | Billomois     | 16,96            | 4 759 (2014)                      | 281                |
| Beauregard-l'Évêque     | 63034      | Beauregardois | 12,02            | 1 407 (2014)                      | 117                |
| Bongheat                | 63044      | Bongheatois   | 11,20            | 443 (2014)                        | 40                 |
| Bouzel                  | 63049      | Bouzellois    | 4,21             | 704 (2014)                        | 167                |
| Chas                    | 63096      | Chassois      | 3,52             | 380 (2014)                        | 108                |
| Égliseneuve-près-Billom | 63146      | Égliseneuvois | 16,66            | 811 (2014)                        | 49                 |
| Espirat                 | 63154      | Piradaires    | 4,32             | 352 (2014)                        | 81                 |
| Estandeuil              | 63155      | Estandins     | 9,59             | 433 (2014)                        | 45                 |
| Fayet-le-Château        | 63157      |               | 12,54            | 346 (2014)                        | 28                 |
| Glaine-Montaigut        | 63168      | Glainois      | 12,92            | 549 (2014)                        | 42                 |
| Isserteaux              | 63177      | Issertois     | 17,66            | 414 (2014)                        | 23                 |
| Mauzun                  | 63216      | Mauzunois     | 0,99             | 109 (2014)                        | 110                |
| Montmorin               | 63239      |               | 13,65            | 731 (2014)                        | 54                 |
| Neuville                | 63252      |               | 11,55            | 367 (2014)                        | 32                 |
| Reignat                 | 63297      | Reignatois    | 4,10             | 369 (2014)                        | 90                 |
| Saint-Dier-d'Auvergne   | 63334      | Saint-Diérois | 20,15            | 517 (2014)                        | 26                 |
| Saint-Jean-des-Ollières | 63365      | Olliérois     | 19,56            | 471 (2014)                        | 24                 |
| Saint-Julien-de-Coppel  | 63368      | Coppellois    | 21,54            | 1 221 (2014)                      | 57                 |
| Trézioux                | 63438      | Trézioutois   | 17,44            | 471 (2014)                        | 27                 |
| Vassel                  | 63445      | Vasselois     | 2,95             | 275 (2014)                        | 93                 |
| Vertaizon               | 63453      | Vertaizonnais | 12,83            | 3 251 (2014)                      | 253                |

### Démographie
| 1968   | 1975   | 1982   | 1990   | 1999   | 2008   | 2013   |
| ------ | ------ | ------ | ------ | ------ | ------ | ------ |
| 12 044 | 11 998 | 12 558 | 13 222 | 14 476 | 17 158 | 18 250 |

| Hommes | Classe d’âge | Femmes |
| ------ | ------------ | ------ |
| 0,5    | 90 ans ou +  | 1,6    |
| 5,8    | 75 à 89 ans  | 9,5    |
| 14     | 60 à 74 ans  | 13,9   |
| 20,8   | 45 à 59 ans  | 20,1   |
| 22,8   | 30 à 44 ans  | 21,8   |
| 14,4   | 15 à 29 ans  | 13,2   |
| 21,7   | 0 à 14 ans   | 19,8   |

| Hommes | Classe d’âge | Femmes |
| ------ | ------------ | ------ |
| 0,5    | 90 ans ou +  | 1,5    |
| 7      | 75 à 89 ans  | 10,6   |
| 16     | 60 à 74 ans  | 16,6   |
| 20,8   | 45 à 59 ans  | 20,1   |
| 19,5   | 30 à 44 ans  | 18,1   |
| 19     | 15 à 29 ans  | 17,5   |
| 17,1   | 0 à 14 ans   | 15,6   |

## Administration

### Siège
La communauté de communes siège à Billom.

### Les élus
La communauté de communes est gérée par un conseil communautaire. À sa création, elle se composait de 51 membres représentant chacune des communes membres, lesquels sont répartis comme suit :
| Seuils de population           | Nombre de délégués et de suppléants | Communes concernées                         |
| ------------------------------ | ----------------------------------- | ------------------------------------------- |
| entre 4 000 et 4 999 habitants | 6 + 6                               | Billom                                      |
| entre 3 000 et 3 999 habitants | 5 + 5                               | Vertaizon                                   |
| entre 2 000 et 2 999 habitants | 4 + 4                               | Aucune commune                              |
| entre 1 000 et 1 999 habitants | 3 + 3                               | Beauregard-l'Évêque, Saint-Julien-de-Coppel |
| moins de 1 000 habitants       | 2 + 2                               | Autres communes                             |

En vue des élections municipales et communautaires de 2014, le nombre et la répartition des sièges de la communauté de communes a été modifié. Par un arrêté préfectoral du 27 septembre 2013, le conseil communautaire de Billom-Saint-Dier / Vallée du Jauron est composé de 46 membres représentant chacune des communes membres et élus jusqu'à la disparition de la structure intercommunale.
Ils sont répartis comme suit,, :
| Nombre de délégués | Communes |
| ------------------ | --- |
| 6                  | Billom |
| 4                  | Vertaizon |
| 3                  | Beauregard-l'Évêque |
| 2                  | Bongheat, Bouzel, Chas, Égliseneuve-près-Billom, Espirat, Estandeuil, Glaine-Montaigut, Isserteaux, Montmorin, Neuville, Reignat, Saint-Dier-d'Auvergne, Saint-Jean-des-Ollières, Saint-Julien-de-Coppel, Trézioux |
| 1                  | Fayet-le-Château, Mauzun et Vassel |

### Présidence
En 2014, le conseil communautaire a élu Gérard Guillaume (maire de Montmorin), ainsi que dix vice-présidents, :
- Pierre Guillon (maire de Billom) : 1er adjoint chargé de l'habitat et de l'urbanisme ;
- Nathalie Sessa (maire de Saint-Dier-d'Auvergne) : GRH ;
- Jean-Christian Courchinoux (élu à Vertaizon) : économie ;
- Nathalie Marin (élue à Billom) : petite enfance et enfance-jeunesse ;
- Dominique Vauris (maire de Saint-Julien-de-Coppel) : finances ;
- Françoise Bernard (maire de Vassel) : tourisme et patrimoine ;
- Catherine Queinnec (maire de Saint-Jean-des-Ollières) : culture ;
- Jérôme Pireyre (maire de Neuville) : communication ;
- Nicole Cucuel (élue à Espirat) : social et transport ;
- Daniel Salles (maire d'Égliseneuve-près-Billom) : environnement et aménagement de l'espace.

### Compétences
- Développement économique : création, aménagement, entretien et gestion de zones d'activités industrielle, commerciale, tertiaire, artisanale ou touristique ; actions de développement économique
- Aménagement de l'espace : schémas de cohérence territoriale et de secteur ; création et réalisation de zones d'aménagement concerté ; constitution de réserves foncières ; organisation des transports non urbains ; plans locaux d'urbanisme
- Environnement et cadre de vie : collecte et traitement des déchets ménagers et assimilés ; assainissement non collectif
- Sanitaires et social : action sociale
- Développement et aménagement social et culturel : construction, aménagement, gestion, entretien d'équipements ou d'établissements sportifs
- Voirie
- Développement touristique
- Logement et habitat : programme local de l'habitat, politique du logement social et non social, opérations programmées d'amélioration de l'habitat

### Régime fiscal et budget
La communauté de communes applique la fiscalité professionnelle unique. Elle possède un potentiel fiscal par habitant de 125,17 euros, inférieur à la moyenne des autres communautés de communes du département (198,51 euros).
Les taux d'imposition votés en 2015 étaient les suivants : taxe d'habitation 8,87 %, foncier bâti 0,334 %, foncier non bâti 5,51 %, cotisation foncière des entreprises 26,44 %.